# Gressittia nepalensis
Gressittia nepalensis är en tvåvingeart som beskrevs av Philip och M. Josephine Mackerras 1960. Gressittia nepalensis ingår i släktet Gressittia och familjen bromsar.
Artens utbredningsområde är Nepal. Inga underarter finns listade i Catalogue of Life.